# 斜斑梭鱸
斜斑梭鱸為輻鰭魚綱鱸形目鱸亞目河鱸科的其中一種，於1828年由喬治·居維葉描述，分布於歐亞大陸裏海及鹹海流域，棲息在中底層水域。